# Miketz
Miketz ou Mikeitz (מקץ – Héb. pour "au terme de," le second mot de la parasha—et premier significatif de la parasha) est la dixième parasha (section hebdomadaire) du cycle annuel juif de lecture de la Torah.
Elle est constituée de Genèse 41:1–44:17..
Les Juifs de la Diaspora la lisent le dixième Shabbat après Sim'hat Torah, généralement en décembre, lors du Shabbat de 'Hanoucca. Lorsque Hanoucca contient deux Shabbat (comme c'est le cas en 2006 et en 2009), on lit généralement, mais pas toujours, Miketz le second Shabbat après 'Hanoucca.

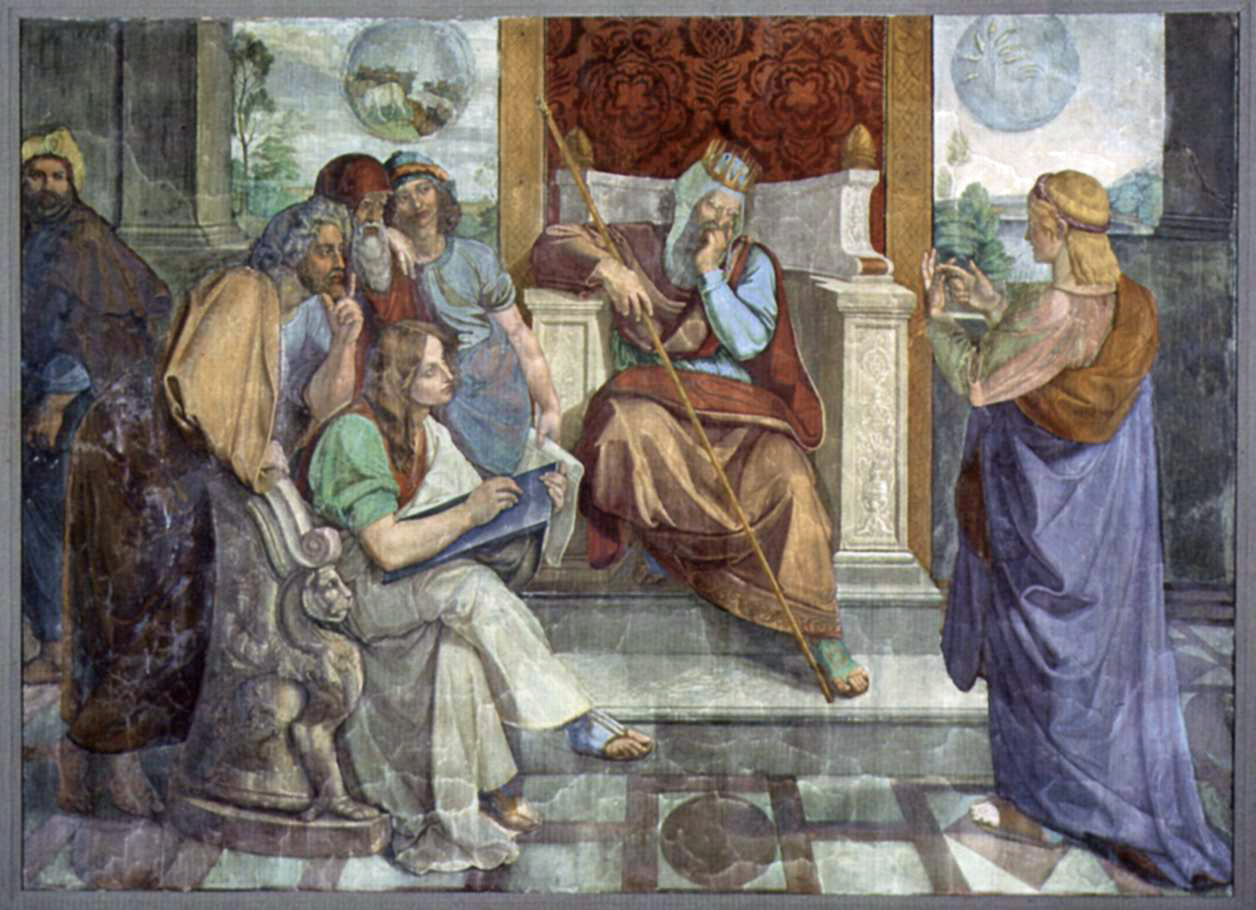
Joseph Interprète le Rêve de Pharaon (tableau de Peter von Cornelius)

## Résumé
Joseph croupit dans les geôles royales pendant deux ans encore, au terme desquelles le pharaon fait des rêves étranges à deux reprises, que nul n'est en mesure de déchiffrer. Son échanson se souvient, fort à propos, de l'Hébreu oniromancien dont il fut le compagnon de cellule. Joseph parvient effectivement à déchiffrer correctement les rêves du Pharaon, lui annonçant sept années d'abondance suivies de sept années de disette qui feront oublier les bonnes années antérieures. Il lui conseille donc d'engranger le grain des sept années grasses. Pharaon le nomme immédiatement vice-roi chargé des réserves.
Lorsque la famine survient, Joseph est en mesure de nourrir le royaume d'Égypte et les pays alentour. Deux fils lui naissent, Manassé et Éphraïm.
Jacob, qui ignore tout du destin de son fils préféré, envoie ses fils, à l'exception de Benjamin, acheter du grain en Égypte. Joseph, qu'ils ne reconnaissent pas, feint de ne pas les reconnaître et les accuse d'espionnage. Gardant Siméon en otage, il les envoie chercher Benjamin, remplissant secrètement leurs sacs de grain sans prendre leur argent; ils ne s'en aperçoivent qu'au pays.
Comme la famine dure, Jacob est contraint de laisser les frères repartir avec Benjamin, dont Juda se porte garant. Ils sont chaleureusement accueillis, Siméon est libéré et Joseph leur fait servir un somptueux festin. Il dissimule également une coupe d'argent dans le sac de Benjamin. Démasquant le « coupable, » il exige de le garder à ses côtés comme serviteur.

### Divisions de la parasha lors de la lecture synagogale du sabbath
La lecture de la parasha à la synagogue le sabbath est traditionnellement divisée en sept sections, pour lesquelles un membre différent de la congrégation est appelé à lire. La première lecture, le rishon, échoit traditionnellement à un cohen, la seconde, appelée sheni, à un levi, les suivantes à un israël (ni cohen ni levi). La septième section comporte une sous-section, le maftir, qui est lu par la personne qui lira ensuite la haftara.
Les sections de la parashat Vayera sont:
- rishon:
- sheni:
- shlishi:
- revi'i:
- shishi:
- shevi'i: 
  - maftir:

### Divisions de la parasha lors de la lecture synagogale du lundi et du jeudi
Une lecture publique de la parasha fut instaurée par Esdras le Scribe le lundi et le jeudi à la synagogue. Cette lecture, sensiblement plus courte, ne comprend que trois sections, la première réservée au cohen, la seconde au levi, la troisième à un israël
- Section du cohen: Bereshit[3]
- Section du levi: Bereshit[3]
- Section de l'israël: Bereshit[3]

### Maqâm
Un maqâm est un système de modes musicaux utilisé dans la musique arabe mélodique classique. Les juifs originaires des pays orientaux (Afrique du Nord, Syrie) s'en sont inspirés, et adaptent la mélodie de la liturgie du Shabbat en fonction du contenu de la parasha de cette semaine. Ils emploient 10 maqâm différents, possédant chacun son usage propre.
Le maqam utilisé lors du sabbath au cours duquel on lit la parashat Miketz est le Maqam Sigah, car la parashat Miketz coïncide souvent avec le sabbath de Hanoucca.